# Aristaeomorpha
Genre
Aristaeomorpha est un genre de crustacés décapodes dont les représentants ressemblent à des crevettes.

## Liste des espèces
Selon ITIS (11 mars 2017) et World Register of Marine Species (11 mars 2017)
- Aristaeomorpha foliacea (Risso, 1827) -  grande crevette rouge, gambon rouge
- Aristaeomorpha woodmasoni Calman, 1925 -  gambon indien